# Festival di Koncert mladosti
Il festival di Koncert mladosti (in slovacco Koncert mladosti; letteralmente "Concierto giovanille") è stato un festival musicale cecoslovacco, le cui uniche due edizioni si sono svolte nel 1976 e nel 1977 a Pezinok. I principali organizzatori degli eventi sono stati Pavol Boriš e Ladislav Snopko. Il festival è stato il primo evento del genere nel paese. L'editorialista musicale Lubomír Dorůžka lo definì una "Woodstock cecoslovacca".
I Koncerty mladosti furono un evento culturale senza precedenti, al quale parteciparono i principali artisti musicali cecoslovacchi esponenti del genere folk, rock e jazz. Tra gli artisti che vi parteciparono vi furono i Vladimír Merta, Petr Lutka, Vlasta Třešňák, Vladimír Veit, Pepa Nos, Miloš Janoušek, Dagmar Andrtová e Zuzana Homolová, i Marsyas, Collegium musicum, Jaro Filip, il gruppo musicale di Vladimír Mišík chiamato Etc..., Modus. In ambito jazz, si esibirono: Gabriel Jonáš e Pavol Kozma, i gruppi jazz-rock Bohemia e Energit, nonché il duo Andršt/Viklický. I media hanno definito il festival come una sfida contro il regime che governava il Paese. Il costo del biglietto fu di 25 Kčs e in entrambe le edizioni parteciparono (secondo Pavol Boriš) circa 4.500 persone.
Nel 1978 venne ipotizzato di realizzare una terza edizione del festival, ma alla fine ciò non avvenne.
Il fotografo Ján Štrba realizzò un reportage fotografico durante il festival che venne utilizzato successivamente per allestire numerose mostre e libri commemorativi. L'autore dei poster di entrambe le edizioni è stato Oliver Solga.

## Eventi successivi
Nel 2007 l'associazione civica PRD ha organizzato un concerto commemorativo al Mulino Schaubmar, durante il quale è stato battezzato il nuovo libro Koncerty mladosti '76 – '77 – Československý Woodstock. Nel 2016 si è tenuto il Koncert mladosti 40 di sei ore.